# Drysdalia
Drysdalia — рід отруйних змій родини аспідових (Elapidae). Представники цього роду є ендеміками Австралії. Рід названий на честь австралійського художника Рассела Драйсдейла.

## Опис
Представники роду Drysdalia — це відносно невеликі або середнього розміру змії завдовжки від 18 до 50 см (враховуючи хвіст). Вони зазвичай мають коричневе забарвлення. Мешкають в лісах, на болотах і пустищах Південної і Східної Австралії. Живляться амфібіями і ящірками.

## Види
Рід Drysdalia нараховує 3 види:
- Drysdalia coronoides (Günther, 1858)
- Drysdalia mastersii (Krefft, 1866)
- Drysdalia rhodogaster (Jan & Sordelli, 1873)